# اکسپرت
اکسپرت (انگلیسی: Expert) شرکت خرده‌فروشی سوئیسی است و در زمینه تجهیزات الکترونیکی کار میکند، که در سال ۱۹۶۷ تأسیس شد.